# Hospitaliserad
Hospitaliserad eller "Institutionsskadad" är ett begrepp för när en person fått så pass mycket professionellt stöd eller blivit frihetsberövad att denne inte klarar sig själv då eget ansvar krävs. Detta kan bero på att man ligger på sjukhus under lång tid.
Personen blir van vid att professionella styr över han/hennes liv så att man oftast blir helt paralyserad när man står inför något val, vilket kan leda till återfall i tidigare beteende och återigen en lång period på sjukhus.

## Etymologi
Ordet kommer från hospital som är ett gammalt ord för "psykiatriskt sjukhus", "sjukhus med psykiatrisk avdelning" eller liknande.
På andra språk betyder ordet att man blir inskriven på sjukhus, det har då en annan betydelse än på svenska.